# Gigante!
Gigante! é o nono álbum de estúdio da banda de pop rock brasileira, Capital Inicial. Foi produzido por Marcelo Sussekind e lançado em 2004.
O single promocional do disco, "Sem Cansar", é uma versão para "C'est Comme Ça", da banda de rock francesa Les Rita Mitsouko.

## Faixas
| N.º | Título                                                                | Compositor(es)                               | Duração |  |
| 1.  | "Instinto Selvagem"                                                   | Pit Passarell / Yves Passarell               | 2:39    |  |
| 2.  | "Respirar Você"                                                       | Dinho Ouro Preto / Alvin L. / Yves Passarell | 3:27    |  |
| 3.  | "Sem Cansar ("C’est Comme Ça")" (Versão: Dinho Ouro Preto / Alvin L.) | Catherine Ringer / Frederic Chichin          | 3:53    |  |
| 4.  | "Seus Olhos"                                                          | Pit Passarell                                | 2:56    |  |
| 5.  | "Não Olhe Pra Trás"                                                   | Dinho Ouro Preto / Alvin L.                  | 4:21    |  |
| 6.  | "Sexo & Drogas"                                                       | Dinho Ouro Preto / Alvin L.                  | 3:00    |  |
| 7.  | "Perguntas Sem Respostas"                                             | Dinho Ouro Preto / Alvin L. / Yves Passarell | 3:18    |  |
| 8.  | "Insônia"                                                             | Dinho Ouro Preto / Alvin L.                  | 3:23    |  |
| 9.  | "Maria Antonieta"                                                     | Dinho Ouro Preto / Alvin L.                  | 3:43    |  |
| 10. | "Vendetta"                                                            | Dinho Ouro Preto / Alvin L.                  | 2:48    |  |
| 11. | "Sorte"                                                               | Flávio Lemos / Dinho Ouro Preto / Alvin L.   | 3:03    |  |
| 12. | "Gratidão"                                                            | Dinho Ouro Preto / Alvin L. / Yves Passarell | 4:04    |  |

| Faixa Interativa |                             |         |  |
| N.º              | Título                      | Duração |  |
| 1.               | "FotOs" (Slide Show)        |         |  |
| 2.               | "enTrRVisTAs"               | 8:25    |  |
| 3.               | "viDeOCliPe" ("Sem Cansar") | 3:50    |  |

## Formação

### Faixa Interativa
Videoclipe "Sem Cansar"
Direção - Hugo Prata e Karina Ades
Direção de Fotografia - Adrian Teijido
Direção de Arte - Beto Grimaldi
Montagem - Márcia Soares
Figurino - Nicole Nativa
Produção - Academia de Filmes
Entrevista
Entrevista concedida a Luiz César Pimentel
Direção - Hugo Prata
Direção de Fotografia - Marcelo Trotta
Imagens - Karina Ades, Raul Cariello, Boréia, Ronaldo Barbosa (Rony) e Fernando Cardoso (Robinho)
Som Direto - Guilherme Ayrosa
Montagem - Márcia Soares
Produção - Academia de Filmes

### Ficha Técnica
Direção Artística: Sergio Bittencourt
Produção Musical: Marcelo Sussekind
Arranjos: Capital Inicial
Management: Haroldo Tzirulnik
Produção Executiva: Lilian Teixeira
Gravado por: André "Kbelo" Sangiacomo no estúdio Anonimato (SP)
Mixado por: Marcelo Sussekind e André "Kbelo" Sangiacomo ne estúdio Anonimato (SP)
Masterizado por: Carlos Freitas ne estúdio Classic Master (SP)
Assistente Anonimato: Eduardo Garcia
Assistente de Produção Musical: Klebs Cavalcanti
Roadie: Walter "Boréia" Oliveira Jr.
Técnico de Bateria: Gilberto "Kuki" Stolarski
Ensaios Realizados no estúdio LaraMara da Associação Brasileira de Assistência ao Deficiente Visual
Capa
Conceito E Fotografia: MRossi
Design: MRossi / Eduardo Carranque
Produção de Figurino: Bel Murray / Make-up: Paulo Ávila
Coordenção Gráfica: Rosangela Almeida e Emil Frerreira
Capital Inicial
Dinho Ouro Preto → Voz
Fê Lemos → Bateria e Percussão
Flávio Lemos → Baixo
Yves Passarell → Guitarra
Musicos Convidados
Marcelo Sussekind: Guitarra, Violão, Programação, Órgão na faixa 5 e Ebow na faixa 8
Alvin L. e Edgard Scandurra: Vocais na faixa 10
Aislan Gomes: Teclados e Vocais